# ميناء بربرة الجديد لموانئ دبي العالمية
ميناء بربرة الجديد لموانئ دبي العالمية (بالصومالية: DP World Berbera Dekedda Cusub)‏، (بالإنجليزية: DP World Berbera New Port)‏، المعروفة أيضًا باسم موانئ دبي العالمية بربرة، هي الميناء الجديد لموانئ دبي العالمية في مدينة بربرة وفرعها الوحيد في جمهورية الصومال.

## نظرة عامة

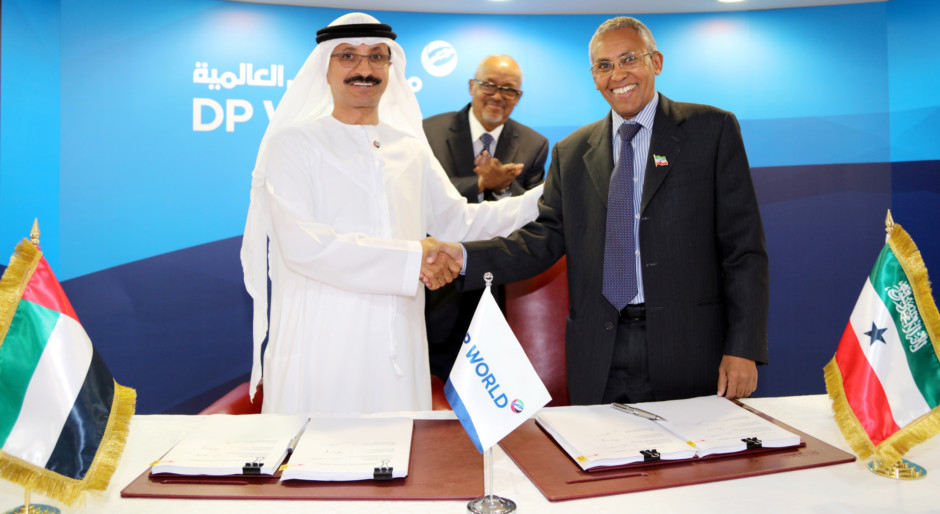
سلطان أحمد بن سليم ، رئيس مجلس الإدارة والرئيس التنفيذي لمجموعة موانئ دبي العالمية مع الدكتور سعد علي شاير ، وزير الخارجية والتعاون الدولي بجمهورية أرض الصومال في حفل التوقيع في ميناء جبل علي الرائد لموانئ دبي العالمية في دبي

في مايو 2016 ، وقعت موانئ دبي العالمية اتفاقية بقيمة 442 مليون دولار أمريكي مع حكومة  الصومال لتشغيل مركز تجاري ولوجستي إقليمي في ميناء بربرة. سيشمل المشروع ، الذي سيتم تنفيذه على مراحل ، أيضًا إنشاء منطقة حرة.
في 1 مارس 2018، أصبحت إثيوبيا مساهمًا رئيسيًا بعد اتفاقية مع موانئ دبي العالمية وهيئة موانئ أرض الصومال. تمتلك موانئ دبي العالمية 51٪ من المشروع، وأرض الصومال 30٪ وإثيوبيا 19٪ المتبقية.

### ممر بربرة

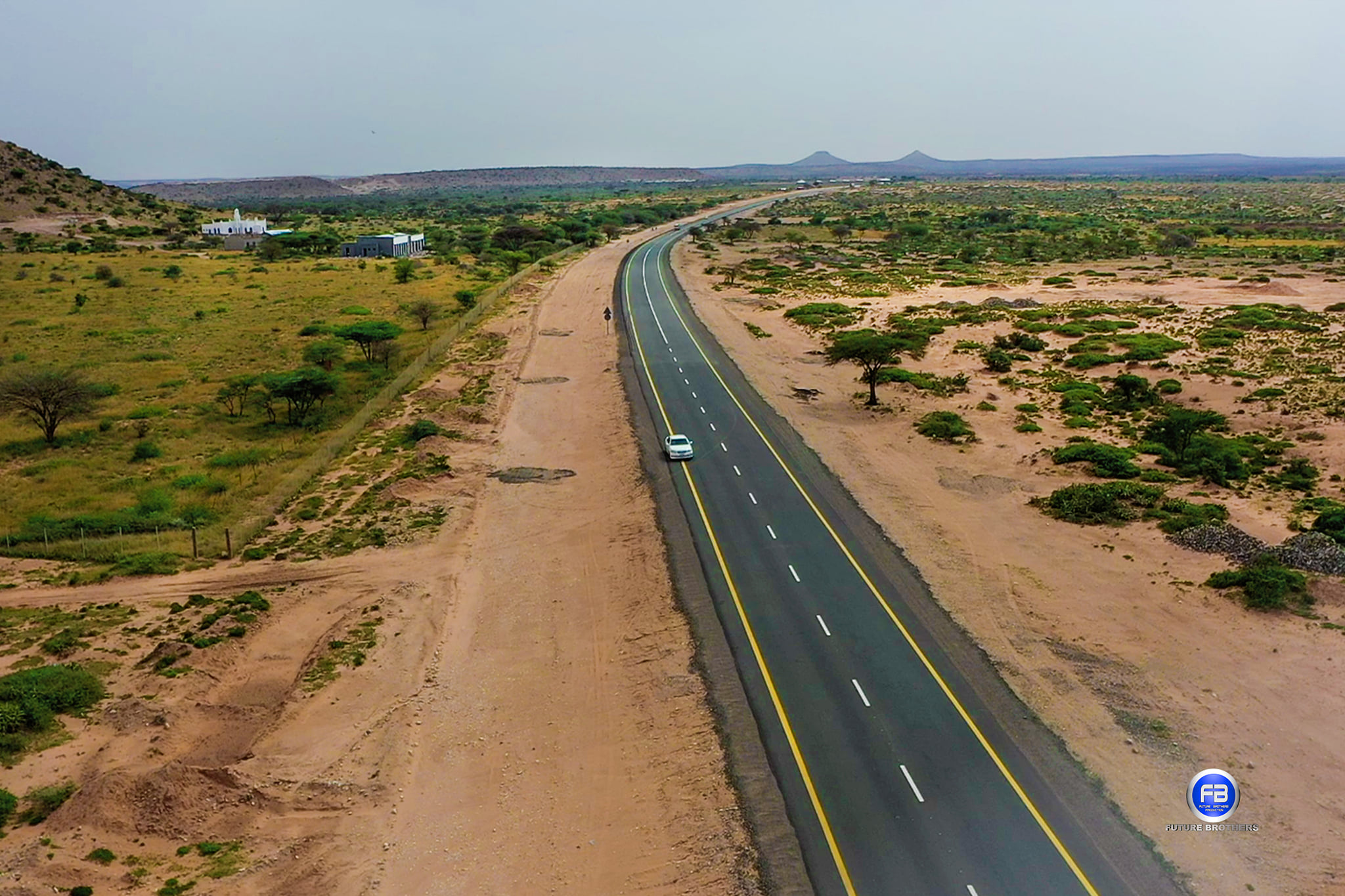
يعرف ممر بربرة أيضًا طريق بربرة - واجالي

كان بناء ممر بربرة جزءًا لا يتجزأ من اتفاقية العقد المبرمة بين حكومة أرض الصومال والإمارات العربية المتحدة وشركة موانئ دبي العالمية المملوكة لها.